# Áustria nos Jogos Olímpicos de Inverno de 1988
A Áustria competiu nos Jogos Olímpicos de Inverno de 1988, realizados em Calgary, Canadá.